# Himmelpfortgrund
Himmelpfortgrund – nazwa dzisiejszej części Wiednia, a dokładnie 9. dystryktu Alsergrund. Do roku 1850 była to samodzielna gmina tworząca przedmieścia Wiednia. Nazwa pochodzi od klasztoru wzniesionego tam w 1783.
W Himmelpfortgrund urodził się w roku 1797 austriacki kompozytor Franz Schubert.